# Quận San Miguel, Colorado
Quận San Miguel là một quận thuộc tiểu bang Colorado, Hoa Kỳ.
Quận này được đặt tên theo sông San Miguel. Theo điều tra dân số của Cục điều tra dân số Hoa Kỳ năm 2010, quận có dân số 7359 người. Quận lỵ đóng ở Telluride.

## Địa lý
Theo Cục điều tra dân số Hoa Kỳ, quận có diện tích 3340 km2, trong đó có 5,2 km2 là diện tích mặt nước.